# Andrychowska Fabryka Maszyn DEFUM
Andrychowska Fabryka Maszyn (AFM) – przedsiębiorstwo z siedzibą w Andrychowie specjalizujące się w produkcji obrabiarek CNC, współpracująca m.in. z koncernem Siemens, FANUC oraz Mitsubishi. W jego ofercie znajdują się wyłącznie maszyny sterowane numerycznie takie jak, tokarki ze skośnym łożem, tokarki pionowe, centra obróbcze oraz nakiełczarki. 

## Historia spółki
- Maj 1945 – powstanie prywatnego przedsiębiorstwa o nazwie „Wytwórnia obrabiarek – Ludwik Cytling”, produkującego tokarki, frezarki, szlifierki itp.
- 1950 – przejście zakładu pod Zarząd Przemysłu Terenowego – Kraków.
- 1951 – przejście pod Zarząd Przemysłu Maszynowego w Katowicach. Następuje zwiększenie wielkości produkcji i modernizacja parku maszynowego. Następuje opracowanie w zakładzie nowego typu obrabiarki TUC-75 i uruchomienie jej produkcji.
- 1953 – uruchomienie produkcji obrabiarek nowego typu, kopiarek TPB, WCB-80, TBS i agregatów M-70.
- 1955 – rozpoczęcie eksportu wyrobów AFM na rynki zagraniczne (USA, Związek Radziecki, Wielka Brytania, Kanada, Francja, RFN, kraje skandynawskie).
- 1958/1959 – budowa nowoczesnego zakładu, stworzenie parku maszynowego, wraz z zapleczem gospodarczym i sanitarnym.
- 2011 – firma przejęła produkcję obrabiarek WFS130, DBM105, KND Dąbrowskiej Fabryki Obrabiarek "Defum" oraz znak towarowy DEFUM

## Obecna produkcja
- Tokarki CNC: Osa 100, Venus 200, Venus 350, TAE 35N Hanka, TAE 45N, TUG56MN, TUG 1200, TUG 1400;
- Tokarki karuzelowe CNC: EV-35 Giewont, KND 1200, KND 1400, KND HD;
- Centra pionowe CNC: R550 Harnaś, R1000 Baca, R1600 Harpagan, Bramowe Centrum Pionowe R1200;
- Nakiełczarki CNC: NF od 2 do 6 wrzecion,
- Maszyny specjalne: Zintegrowane Linie Produkcyjne CNC.